# Шота, Серафин
Серафин Ян Шота (пол. Serafin Jan Szota; 4 марта 1999, Намыслув, Польша) — польский футболист, центральный защитник клуба «Видзев».

## Клубная карьера
Футболом начал заниматься в академии «Старта» из родного Намыслува. В 2012 году перешёл в познаньский «Лех», а зимой 2017 присоединился к любинскому «Заглембе». В составе первой команды так и не дебютировал, проведя 24 матча за дубль. Летом 2018 года на правах аренды до конца сезона перешёл в клуб Первой лиги «Одра» из Ополе. Дебютировал 21 июля в домашнем матче с «Тыкы», выйдя в стартовом составе. 3 августа в домашнем матче с «Вигры» забил автогол, тем самым отняв у своей команды победу (матч закончился со счётом 2:2).
Летом 2019 года на правах свободного агента перешёл в краковскую «Вислу». За клуб первый матч провёл 25 сентября против «Бленкитни», выйдя в стартовом составе. В чемпионате дебютировал только через полтора года, 19 февраля 2021 года в домашнем матче с щецинской «Погонью», заменив на 39-й минуте Ади Мехремича. Впервые в стартовом составе вышел 28 февраля в гостевой игре с плоцкой «Вислой», уступив место на поле Урошу Радаковичу на 77-й минуте. 8 мая в домашней встрече с «Лехом» забил автогол, тем самым лишив борющегося за выживание клуба важных трёх очков (1:2). 12 сентября в домашнем матче с гданьской «Лехией» получил первые в карьере две жёлтые карточки, удалившись на 90-й минуте. Первый гол за клуб забил 22 сентября в гостевой встрече Кубка Польши с мелецкой «Сталью», выведя свою команду вперёд (1:3). Первый мяч в чемпионате забил 20 ноября в гостевой игре с «Ягеллонией», замкнув подачу со штрафного и сравняв счёт (3:1).
Зимой 2020 года перешёл в «Стомиль» на правах аренды до конца года. Дебютировал 7 марта в гостевом матче с «Сандецьей», выйдя на замену на 24-й минуте. Впервые в стартовом составе вышел 7 июня в гостевой игре с сосновским «Заглембе». Первый гол забил 22 августа в домашней встрече Кубка Польши с «Ястшембе», выведя свою команду вперёд (2:3). В чемпионате первый гол забил 30 сентября в гостевом матче с «Сандецьей», забив первый мяч (1:4).
Летом 2022 года перешёл в «Видзев» за 190 тысяч злотых (40 тысяч евро). Дебютировал 12 августа в домашнем матче с варшавской «Легией», заменив на 88-й минуте Доминика Куна. Впервые в стартовом составе вышел 31 августа в гостевой игре Кубка Польши с калишским «ККС».

## Карьера в сборной
Выступал за сборные Польши разных возрастов. За сборную до 17 лет дебютировал 4 августа 2015 года в домашнем товарищеском матче со сборной Финляндии, заменив на 71-й минуте Тымотеуша Пухача. На следующий день в домашнем товарищеском матче со сборной Дании на 65-й минуте вышел на поле, заменив Давида Копача, а на 73-й минуте получил первую в карьере прямую красную карточку. За сборную до 18 лет дебютировал 10 октября 2016 года в гостевом товарищеском матче со сборной Финляндии, выйдя в стартовом составе.
За сборную до 19 лет дебютировал 8 июня 2017 года в гостевом товарищеском матче со сборной Украины, выйдя в стартовом составе и уступив место на поле Даниелю Миколаевскому на 63-й минуте. 4 октября в домашнем матче отбора к чемпионату Европы 2018 со сборной Северной Ирландии впервые вышел с капитанской повязкой. Вместе со сборной вышел в элитный раунд, где занял второе место в группе и не прошёл квалификацию.
За сборную до 20 лет дебютировал 6 сентября 2018 года в домашнем матче со сборной Италии, выйдя в стартовом составе. Единственный гол за сборную забил 21 марта 2019 года в домашнем товарищеском матче со сборной Японии, забив первый гол своей команды (4:1). В составе сборной участвовал в домашнем чемпионате мира 2019, дойдя со сборной до 1/8 финала.

## Личная жизнь
Сын Петра Шоты, бывшего защитника, в сезоне 1996/97 выступавшего за «Одру» Водзислав-Слёнски в Экстраклассе.